# AWACS
AWACS er en forkortelse for Airborne Warning And Control System, altså et luftbåret kontrol- og varslingssystem. Systemet består af et større fly med en roterende radarantenne monteret på ryggen og kabinen indrettet som kontrolcenter.
AWACS-systemet findes som to flytyper. Den mest udbredte i Vesten er E-3 Sentry, der benytter et Boeing 707/320 flystel som grundlag, mens der er lavet nogle få (til bl.a. Japan) ud fra en Boeing 767.
Systemet blev udviklet i perioden 1975-1982, og det viste i høj grad sit værd i Operation Desert Storm som et unikt værktøj til at kontrollere et større luftrum og samtidig koordinere luftangreb og -kampe. Radaren rækker 250 miles (ca 400 km).

## Andre radarfly
Rusland anvender i dag Beriev A-50-fly til AWACS-teknologien imens Kina har bygget teknologien på bl.a. KJ-2000-flyet. 

## Brugere
Lande hvis luftvåben er i besiddelse af fly med AWACS-teknologien. 
 Indien 

 Rusland 

 Kina 

 USA / NATO 

 Storbritannien 

 Frankrig 

 Venezuela 

 Japan 

 Chile 

 Israel 

 Nordkorea 

 Iran 

 Cuba 

## Links
Dansk side om Geilenkirchen basen Arkiveret 28. september 2020 hos  Wayback Machine
Forsvarets officielle side om AWACS